# Bourbon (eau-de-vie)
Pour les articles homonymes, voir Bourbon.
 (janvier 2019).
Si vous disposez d'ouvrages ou d'articles de référence ou si vous connaissez des sites web de qualité traitant du thème abordé ici, merci de compléter l'article en donnant les références utiles à sa vérifiabilité et en les liant à la section « Notes et références ».

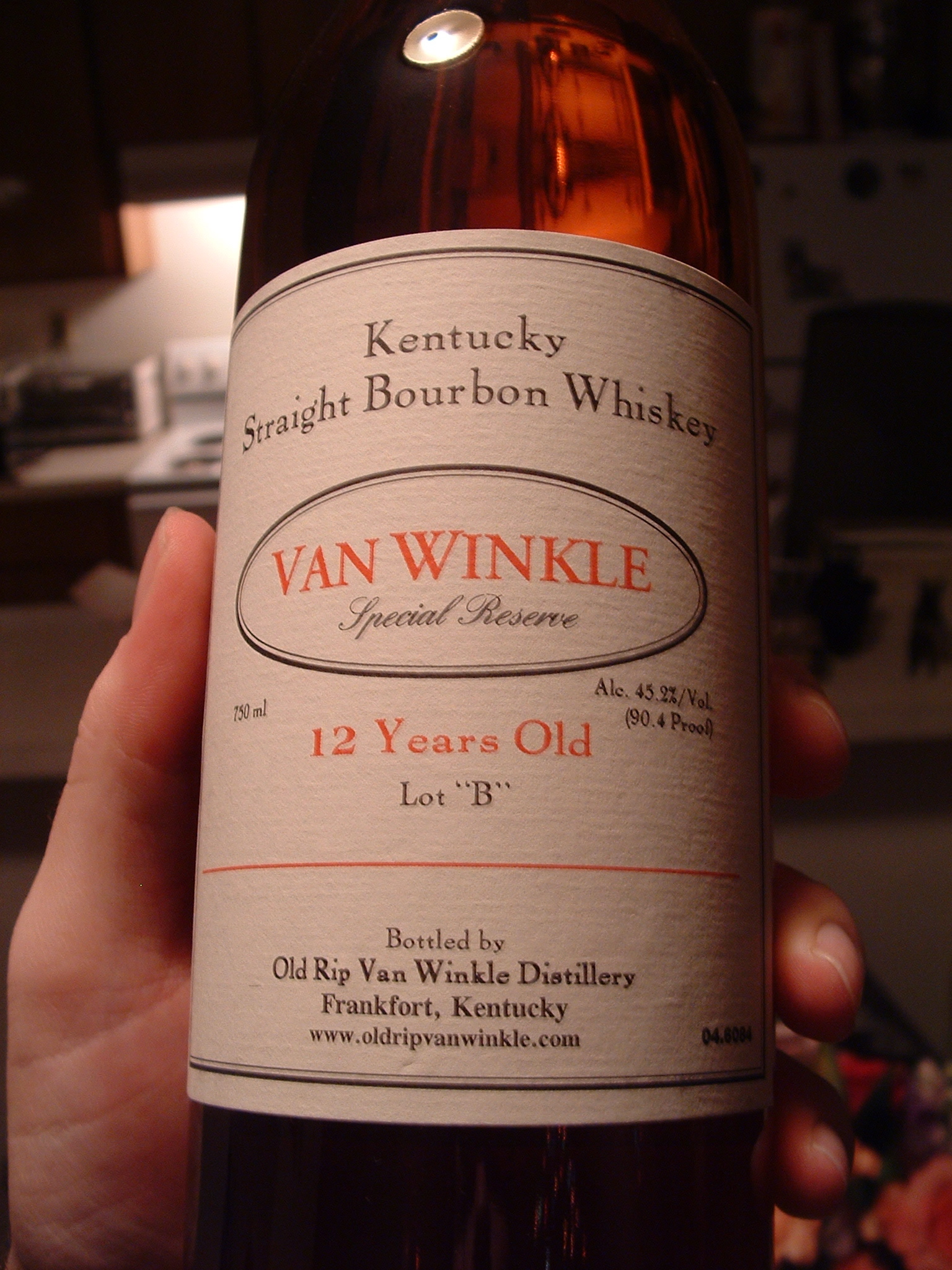
Old Rip Van Winkle Whiskey, Kentucky.

Le bourbon est un whisky américain fabriqué à partir d'au moins 51 % de maïs, le reste étant généralement du seigle, de l'orge ou du blé. Il doit être distillé à moins de 80 % (vol. d'alcool). Il est vieilli en fûts de chêne neufs noircis par brûlage (le vieillissement est facultatif pour l'appellation « bourbon », mais un vieillissement de deux ans minimum est requis pour l'appellation « straight bourbon »). Il ne doit pas non plus subir de coloration ou d'altération de son goût entre la distillation et l'embouteillage. De l'eau peut être ajoutée pour ajuster le volume d'alcool entre 40 et 50 % à l'embouteillage.

## Origine du nom «Bourbon»
Le comté de Bourbon, dans l'État du Kentucky aux États-Unis, produit ce whiskey et il lui a donné son nom, dont l'origine est un hommage au roi de France Louis XVI, cinquième roi de la Maison de Bourbon et allié décisif des colons américains contre les Anglais, dans leur lutte pour leur indépendance .
Étymologiquement le nom français « Bourbon » qui est issu du nom de la ville bourbonnaise de Bourbon-l'Archambault, provient du théonyme Borvo, connu aussi sous les graphies Bormo, Boramus ou Borvoni, un dieu guérisseur de la mythologie celtique gauloise, associé à l’eau et aux sources thermales.

## Différence entre le bourbon et le scotch
D'une manière générale, le bourbon se différencie du whisky écossais par un goût plus souple et en même temps plus épais. La différence provient, pour bonne part, d'un vieillissement en barriques toujours neuves qui transfèrent au bourbon les arômes du bois assez rapidement. Le scotch vieillit généralement en fûts usagés pendant une période plus longue.
Les fûts usagés de bourbon se retrouvent souvent en Écosse, servant à faire vieillir le scotch, ou dans les Caraïbes, pour la maturation du rhum vieux. Deux autres grandes différences sont la matière première et la distillation, tandis que le bourbon doit contenir un minimum réglementaire de 51 % de maïs, le reste étant généralement composé de seigle et d'orge maltée. Certains bourbons contiennent du blé à la place du seigle. La distillation du bourbon est basée sur un flux continu qui est exploité à 100 %, alors que le scotch divise la distillation en trois parties (la tête, le cœur et la queue), seul le cœur de la distillation sert à faire du whisky, le reste étant redistillé.

## Quelques marques
- Blanton's
- Wild Turkey
- Four Roses
- Jim Beam
- Knob Creek
- Maker's Mark
- Buffalo trace
- Woodford Reserve
- Sazerac, qui produit également un rye qui porte le nom de la marque,

La marque Jack Daniel's produit une variante du bourbon appelé Tennessee whiskey. Pour des questions d'image et de démarcation, elle ne fait pas référence au bourbon, mais en possède les caractéristiques.